# Francesco Totti
Francesco Totti (ur. 27 września 1976 w Rzymie) – włoski piłkarz który występował na pozycji napastnika, przez całą karierę związany z AS Roma. Wychowanek i wieloletni kapitan tego klubu. W latach 1998–2006 reprezentant Włoch, mistrz świata z 2006 roku i wicemistrz Europy z 2000 roku.
Totti trafił do Romy w 1989 roku. Od 1992 roku występował w pierwszej drużynie tego klubu. Z zespołem Giallorossich zdobył mistrzostwo Włoch, 2 Puchary Włoch i 2 Superpuchary Włoch. Jest najlepszym strzelcem i zawodnikiem z największą liczbą występów w historii tego klubu. Popularnie nazywany Kapitanem, Gladiatorem czy też Królem Rzymu. Uznawany za jedną z największych legend klubu, Serie A i światowej piłki, a także za jeden z największych przykładów wierności klubowi, i przywiązania do klubowych barw. Z 250 zdobytymi bramkami jest najlepszym strzelcem spośród wszystkich aktywnych piłkarzy ligi włoskiej, a drugim w klasyfikacji wszech czasów. W 2014 r. został najstarszym zdobywcą gola w Lidze Mistrzów w historii. 28 maja 2017, w wieku 40 lat, rozegrał swój ostatni mecz w barwach Romy. Uznawany jest za jednego z najlepszych piłkarzy w historii włoskiej piłki i jednego z najlepszych piłkarzy swojego pokolenia na świecie.
W latach 1998–2006 występował w reprezentacji Włoch. W kadrze rozegrał łącznie 58 spotkań, w których zdobył 9 bramek. W 2000 roku zdobył z drużyną Azzurrich srebrny medal Mistrzostw Europy, natomiast w 2006 roku mistrzostwo świata.

## Kariera
W 1989 Totti został piłkarzem juniorskiej drużyny AS Roma. W profesjonalnym składzie Romy Totti zadebiutował w wieku 16 lat, 28 marca 1993. Wraz z kolegami pokonał Brescia Calcio 2:0. W sezonie 1994/95 zdobył 4 gole w 21 występach, aby już w kolejnych latach zostać podstawowym graczem Romy. W latach 2000 i 2003 został we Włoszech wybrany Graczem Roku. Natomiast w sezonie 2000/01, zdobywając 13 goli, Totti pomógł swojemu klubowi zdobyć mistrzostwo kraju (pierwsze od sezonu 1982/83). Kolejny sezon Roma zakończyła na 2. pozycji w tabeli Serie A, ustępując miejsca Juventusowi. W sezonie 2003/04 Totti zdobył 20 goli; jednak Roma ustąpiła miejsca w tabeli Milanowi. W sezonie 2004/05 Roma była zmuszona czterokrotnie zmienić trenera. Mimo problemów Totti zdobył jednak 12 goli, a dzięki jego licznym asystom Vincenzo Montella strzelił w tym sezonie 21 bramek. 19 grudnia 2004 w meczu z Parmą Totti, strzelając 107. gola w barwach Romy pobił dotychczasowy rekord strzelecki ustanowiony przez Roberto Pruzzo. Podczas meczu z Empoli, 19 lutego 2006 roku, kapitan Romy doznał poważnej kontuzji – złamania lewej kości strzałkowej. Został wykluczony z gry na ponad trzy miesiące. W meczu Pucharu Włoch, 11 maja, pojawił się na boisku jako zmiennik; rzymski klub uległ jednak Interowi Mediolan 3:1. Podobnie, jak w sezonie 2004/05, Roma przegrała walkę o Puchar Włoch, a zwycięzcą ponownie został Inter. Sezon klub zakończył na 5. pozycji w tabeli, a występy w Lidze Mistrzów zagwarantowały mu werdykty w związku z aferą Calciopoli, które pozbawiły Juventus i Fiorentinę tej możliwości. Roma ostatecznie awansowała na 2. miejsce.
Drużyna wygrała 11 kolejnych meczów, wyrównując w ten sposób rekord AC Milan z sezonu 1989/90. Trener Luciano Spalletti zmienił taktykę zespołu z defensywnej na atakującą, mimo że nie miał do dyspozycji wszystkich napastników, w tym także Tottiego, przez znaczną część sezonu. W rezultacie AS Roma z pozycji 15. nadrobiła straty, kończąc sezon na 5. miejscu. Totti strzelił 15 goli grając jako pomocnik lub wysunięty napastnik.
W sezonie 2006/2007 zdobył Złotego Buta strzelając 26 bramek w lidze.
5 maja 2010 w finale Pucharu Włoch przegranym 0:1 z Interem Mediolan w końcowych minutach drugiej połowy otrzymał czerwoną kartkę za kopnięcie Mario Balotellego i został oskarżony przez Balotellego o rasistowskie i wulgarne zachowanie, w efekcie został zawieszony na cztery mecze Pucharu Włoch.
Z 250 strzelonymi bramkami w Serie A jest drugim najlepszym strzelcem w historii ligi włoskiej. Lepszy od niego jest tylko Silvio Piola (274). W maju 2017 roku AS Roma potwierdziła zakończenie kariery Włocha po sezonie 2016/2017. Ostatni mecz w klubie z Rzymu Totti rozegrał 28 maja 2017 przeciwko Genoa CFC. Był to również ostatni mecz ligowy w sezonie 2016/2017. AS Roma wygrała wówczas 3:2 i zdobyła wicemistrzostwo Włoch.

## Reprezentacja
Jako utalentowany nastolatek, Francesco zdobył gola w finałowym meczu Mistrzostw Europy U-18 w lipcu 1995 przeciwko Hiszpanii. Reprezentacja Włoch przegrała wówczas 1:4. Rok później, w finale Mistrzostw Europy U-21, dzięki jego golowi mecz przeciwko Hiszpanii zakończył się remisem 1:1. Italia świętowała triumf po serii rzutów karnych.
W dorosłej kadrze Squadra Azzurra zadebiutował 10 października 1998 w zwycięskim meczu kwalifikacyjnym do Euro 2000 przeciwko Szwajcarii. W ćwierćfinale turnieju finałowego zdobył gola w wygranym 2:0 meczu przeciwko Rumunii; następnie w półfinale przeciwko Holandii strzelił jednego z trzech karnych. W finale lepsi okazali się Francuzi.
Rozczarowanie nastąpiło podczas Mistrzostw Świata w Korei i Japonii w 2002. Podczas meczu drugiej rundy przeciwko Korei Południowej Totti dostał czerwoną kartkę, a Włosi przegrali 1:2.
Podczas Mistrzostw Europy 2004 14 czerwca w pierwszym meczu fazy grupowej po remisie 0:0 z Danią, duńska telewizja pokazała, że Christian Poulsen został opluty przez włoskiego rozgrywającego Tottiego. Totti otrzymał zakaz trzech meczów i udzielił „pełnych publicznych przeprosin”, po tym, jak zawiódł w swoim twierdzeniu, że został sprowokowany przez Poulsena. Włochy zostały następnie wyeliminowane z turnieju w fazie grupowej i zajęły 3. miejsce w grupie.

### Mistrzostwa Świata 2006
Występ Tottiego na Mundialu 2006 stanął pod znakiem zapytania z powodu kontuzji kostki, jakiej doznał kilka miesięcy przed mistrzostwami. Mimo że nie odzyskał w pełni swojej formy, powrócił do narodowej drużyny.
Zagrał w meczu 1/8 finału z Australią, który odbył się 26 czerwca. Wchodząc w 75. minucie za Del Piero Totti zapewnił swojej drużynie dalszą walkę o puchar. Tuż przed końcem meczu, w 95. minucie, wykorzystał podyktowany za faul na Fabio Grosso rzut karny. W meczu z Ukrainą Squadra Azzurra wygrała 3:0, a Totti miał swój udział w zdobyciu drugiej bramki – podał piłkę do Luca Toniego. Po 120 minutach półfinału Italia odniosła zwycięstwo 2:0 nad gospodarzami mistrzostw, a Totti zagrał od pierwszej minuty. 9 lipca Włosi pokonali Francję w konkursie rzutów karnych 5:3 (wynik po dogrywce 1:1).
Po Mistrzostwach Świata Totti zawiesił swoją karierę reprezentacyjną. 20 lipca 2007 roku oficjalnie ogłosił rezygnację z gry w narodowej koszulce.

## Statystyki kariery

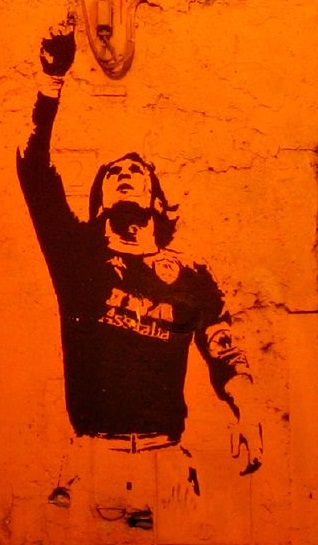
Charakterystyczna sylwetka Tottiego po zdobyciu gola, przedstawiona w formie graffiti

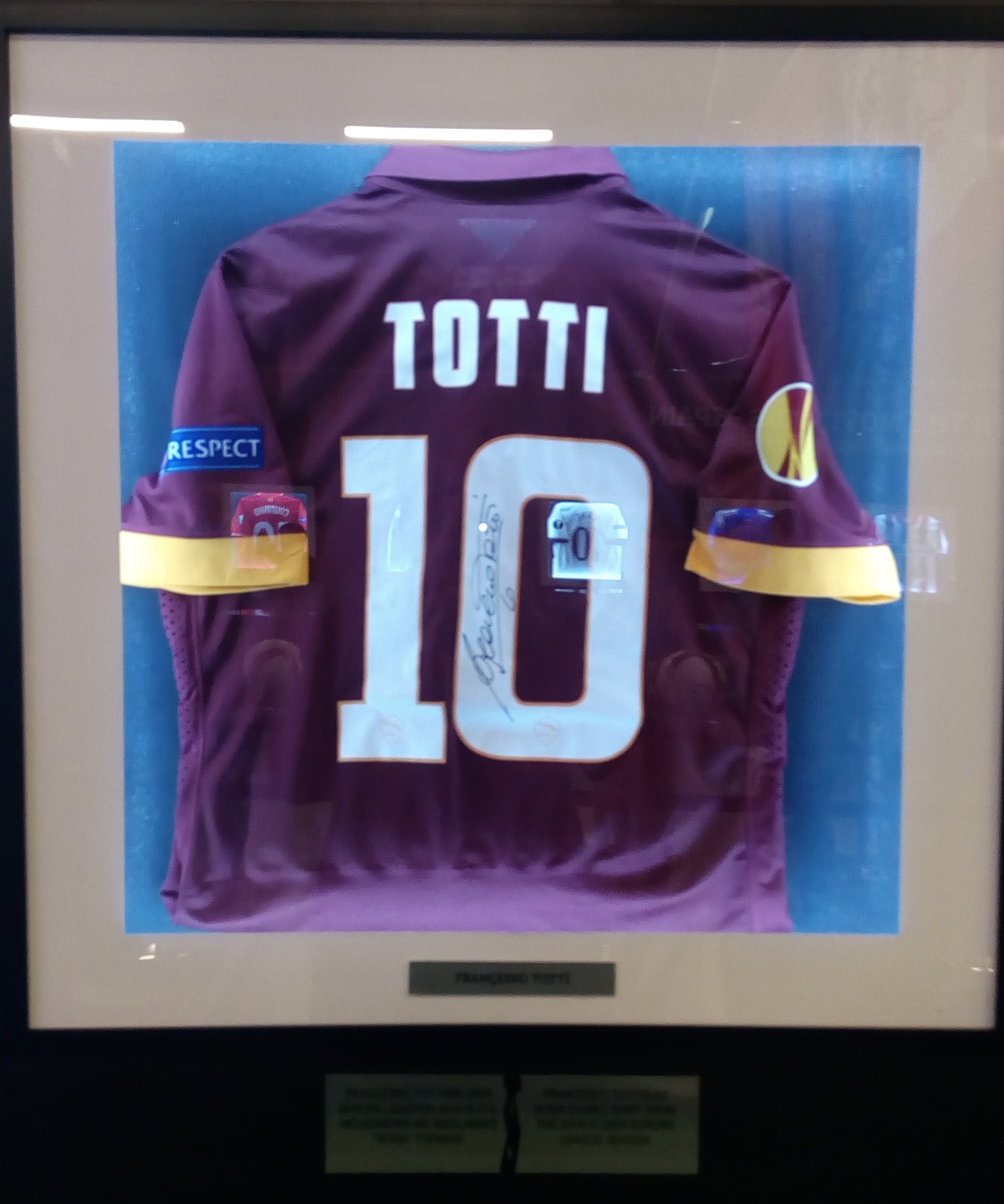
Po zakończeniu kariery przez Tottiego, jego numer został zastrzeżony przez włodarzy AS Romy

Aktualne na 4 czerwca 2017.
| Klub               | Sezon              | Serie A | Serie A | Serie A | Coppa Italia | Coppa Italia | UEFA   | UEFA  | UEFA | Supercoppa Italiana | Supercoppa Italiana | Suma  | Suma |
| Klub               | Sezon              | Mecze   | Gole    | Asysty  | Mecze        | Gole         | Rozgr  | Mecze | Gole | Mecze               | Gole                | Mecze | Gole |
| ------------------ | ------------------ | ------- | ------- | ------- | ------------ | ------------ | ------ | ----- | ---- | ------------------- | ------------------- | ----- | ---- |
| AS Roma            | 1992/1993          | 2       | 0       | -       | 0            | 0            | —      | —     | —    | —                   | —                   | 2     | 0    |
| AS Roma            | 1993/1994          | 8       | 0       | -       | 2            | 0            | —      | —     | —    | —                   | —                   | 10    | 0    |
| AS Roma            | 1994/1995          | 21      | 4       | -       | 4            | 3            | —      | —     | —    | —                   | —                   | 25    | 7    |
| AS Roma            | 1995/1996          | 28      | 2       | -       | 1            | 0            | PU     | 7     | 2    | —                   | —                   | 36    | 4    |
| AS Roma            | 1996/1997          | 26      | 5       | -       | 1            | 0            | PU     | 3     | 0    | —                   | —                   | 30    | 5    |
| AS Roma            | 1997/1998          | 30      | 13      | -       | 6            | 1            | —      | —     | —    | —                   | —                   | 36    | 14   |
| AS Roma            | 1998/1999          | 31      | 12      | 11      | 3            | 1            | PU     | 8     | 3    | —                   | —                   | 42    | 16   |
| AS Roma            | 1999/2000          | 27      | 7       | 11      | 2            | 0            | PU     | 5     | 1    | —                   | —                   | 34    | 8    |
| AS Roma            | 2000/2001          | 30      | 13      | 7       | 2            | 1            | PU     | 3     | 2    | —                   | —                   | 35    | 16   |
| AS Roma            | 2001/2002          | 24      | 8       | 7       | 0            | 0            | LM     | 11    | 3    | 1                   | 1                   | 36    | 12   |
| AS Roma            | 2002/2003          | 24      | 14      | 5       | 5            | 3            | LM     | 6     | 3    | —                   | —                   | 35    | 20   |
| AS Roma            | 2003/2004          | 31      | 20      | 9       | 0            | 0            | PU     | 1     | 0    | —                   | —                   | 32    | 20   |
| AS Roma            | 2004/2005          | 29      | 12      | 11      | 7            | 3            | LM     | 4     | 1    | —                   | —                   | 40    | 16   |
| AS Roma            | 2005/2006          | 24      | 15      | 10      | 2            | 0            | PU     | 3     | 2    | —                   | —                   | 29    | 17   |
| AS Roma            | 2006/2007          | 35      | 26      | 10      | 5            | 2            | LM     | 9     | 4    | 1                   | 0                   | 50    | 32   |
| AS Roma            | 2007/2008          | 25      | 14      | 5       | 3            | 3            | LM     | 6     | 1    | 1                   | 0                   | 35    | 18   |
| AS Roma            | 2008/2009          | 24      | 13      | 4       | 0            | 0            | LM     | 7     | 2    | 1                   | 0                   | 32    | 15   |
| AS Roma            | 2009/2010          | 23      | 14      | 6       | 2            | 0            | LE     | 6     | 11   | —                   | —                   | 31    | 25   |
| AS Roma            | 2010/2011          | 32      | 15      | 9       | 0            | 0            | LM     | 8     | 2    | 1                   | 0                   | 40    | 17   |
| AS Roma            | 2011/2012          | 27      | 8       | 7       | 2            | 0            | LE     | 2     | 0    | —                   | —                   | 31    | 8    |
| AS Roma            | 2012/2013          | 34      | 12      | 12      | 3            | 0            | —      | —     | —    | —                   | —                   | 37    | 12   |
| AS Roma            | 2013/2014          | 26      | 8       | 10      | 3            | 0            | —      | —     | —    | —                   | —                   | 29    | 8    |
| AS Roma            | 2014/2015          | 27      | 8       | 6       | 2            | 0            | LM, LE | 7     | 2    | —                   | —                   | 36    | 10   |
| AS Roma            | 2015/2016          | 13      | 5       | 4       | 0            | 0            | LM     | 2     | 0    | —                   | —                   | 15    | 5    |
| AS Roma            | 2016/2017          | 18      | 2       | 3       | 4            | 1            | LE     | 6     | 0    | —                   | —                   | 28    | 3    |
| Łącznie w karierze | Łącznie w karierze | 619     | 250     | 147     | 59           | 18           |        | 103   | 39   | 5                   | 1                   | 775   | 305  |

## Sukcesy

### Roma
- Mistrzostwo Włoch: 2000/01
- Puchar Włoch: 2006/07, 2007/08
- Superpuchar Włoch: 2001, 2007

### Włochy
- Mistrzostwo Świata: 2006
- Wicemistrzostwo Europy: 2000
- Igrzyska Śródziemnomorskie: 1997
- Mistrzostwo Europy do lat 21: 1996
- Wicemistrzostwo Europy do lat 19: 1995
- Wicemistrzostwo Europy do lat 16: 1993

### Indywidualne
- Złoty Guerin: 1997/98, 2003/04
- Oscar del Calcio: 11
  - Najlepszy piłkarz Serie A: 1999/00, 2002/03[11]
  - Najlepszy włoski piłkarz Serie A: 1999/00, 2000/01, 2002/03, 2003/04, 2006/07
  - Najlepszy młody piłkarz Serie A: 1998/99
  - Najlepszy strzelec Serie A: 2006/07
  - Gol sezonu Serie A: 2004/05, 2005/06
- Drużyna gwiazd Mistrzostw Europy: 2000
- MVP finału ME Francja-Włochy: 2000
- Drużyna roku ESM: 2000/01, 2003/04, 2006/07
- FIFA 100: 2004
- Drużyna gwiazd Mistrzostw Świata: 2006
- Król strzelców Serie A: 2006/07 (26 goli)
- Złoty But: 2006/07
- Golden Foot All time: 2010
- Krajowa Nagroda Gaetano Scirey za całokształt kariery: 2014
- Międzynarodowa Nagroda Giacinto Facchettiego: 2014
- Drużyna wszech czasów do lat 21: 2015

### Rekordy

#### UEFA
- Najstarszy strzelec gola w historii Ligi Mistrzów; CSKA Moskwa-AS Roma z dnia 25 listopada 2014 (38 lat i 59 dni)

#### Serie A
- Piłkarz z największą liczbą bramek dla jednego klubu w Serie A (250 dla Romy)
- Piłkarz z największą liczbą dubletów bramkowych w Serie A: (46)
- Piłkarz z największą liczbą strzelonych rzutów karnych z rzędu w Serie A (71)
- Piłkarz, który zdobył co najmniej jednego gola w kolejnych sezonach Serie A z rzędu (23)
- Jedyny piłkarz w historii Serie A, który strzelał dwucyfrową liczbę bramek dla jednego klubu, przez 9 kolejnych sezonów.
- Jedyny piłkarz w historii Serie A, który strzelał dwucyfrową liczbę bramek dla jednego klubu, przez 13 sezonów.
- Najstarszy piłkarz, który zdobył dwie bramki w jednym meczu Serie A.
- Piłkarz, z największą liczbą rozegranych sezonów dla jednego klubu w Serie A (25 dla Romy)[12]

#### AS Roma
- Piłkarz Romy z największą liczbą występów w oficjalnych meczach (778)
- Piłkarz Romy z największą liczbą bramek w oficjalnych meczach (307)
- Piłkarz Romy z największą liczbą występów w Serie A (612)
- Piłkarz Romy z największą liczbą bramek w Serie A (250)
- Piłkarz Romy z największą liczbą występów w rozgrywkach UEFA (103)
- Piłkarz Romy z największa liczbą bramek w rozgrywkach UEFA (38)
- Piłkarz Romy z największą liczbą występów w Superpucharze Włoch (5)
- Piłkarz Romy z największą liczbą kolejnych sezonów rozegranych w I zespole (25)
- Piłkarz Romy z największa liczbą kolejnych sezonów rozegranych jako kapitan drużyny (19)
- Piłkarz Romy z największą liczbą tytułów zdobytych przez kapitana drużyny (5)
- Piłkarz Romy z największą liczbą goli zdobytych bezpośrednio z rzutu wolnego w Serie A (21)

#### Inne rekordy
- Drugi włoski zawodnik po Luca Tonim, który zdobył Złotego Buta.
- Piłkarz z największą liczbą bramek we wszystkich rozgrywkach dla włoskiego zespołu (307 dla Romy)
- Piłkarz z największą liczbą goli zdobytych we włoskich profesjonalnych ligach w latach 2001–2010 (145)
- Piłkarz z największą liczbą występów w Derbach Rzymu (42, w tym 36 w Serie A i sześciu w Pucharze Włoch)
- Piłkarz z największą liczbą strzelonych bramek w Derbach Rzymu w Serie A, (11)[13]
- Piłkarz z największą liczbą zwycięstw w Derbach Rzymu (14)
- Piłkarz z największą liczbą nagród dla najlepszego włoskiego piłkarza – Oscar AIC (5)

### Odznaczenia
- Order Zasługi Republiki Włoskiej III klasy (Komandor): 2022[14]
- Order Zasługi Republiki Włoskiej IV klasy (Oficer): 2006
- Order Zasługi Republiki Włoskiej V klasy (Kawaler): 2000

## Życie prywatne
20 czerwca 2005 Totti poślubił byłą włoską modelkę – Ilary Blasi. 6 listopada 2005 na świat przyszedł Cristian, 13 maja 2007 roku – córeczka Chanel, natomiast 10 marca 2016 – córeczka Isabel. Ilary jest dziennikarką telewizji MEDIASET.
Brat Tottiego, Riccardo, jest jego agentem.
Totti prowadzi szkółkę piłkarską nazwaną Numer Dziesięć. Posiada także zespół biorący udział w wyścigach motocyklowych – Totti Top Sport.
We wrześniu 2018 wydał swoją autobiografię zatytułowaną Un capitano (wyd. pol. Kapitan, Sine Qua Non, 2019), którą przygotował we współpracy z dziennikarzem sportowym Paolo Condò.

## Film dokumentalny i miniserial o Tottim
Jesienią 2020 premierę kinową miał we Włoszech film dokumentalny o zawodniku pt. Mi chiamo Francesco Totti (tłum.: Nazywam się Francesco Totti). Jego reżyserem był Alex Infascelli. Głównym producentem dokumentu została wytwórnia Sky Studios Italia.
W 2021 powstał włoski, 6. odcinkowy fabularny miniserial biograficzny o Francesco Tottim pt. Speravo de morì prima (tłum.: Miałem nadzieję, że umrę najlepszy). Został on wyprodukowany przez Sky Studios Italia. Powstał on głównie w oparciu o oficjalną biografię piłkarza Un capitano (wyd. pol. Kapitan, Sine Qua Non, 2019). Każdy epizod trwa 40 minut. W rolę włoskiego napastnika wcielił się Pietro Castellitto. W 2022 serial był premierowo emitowany w Polsce na antenie Canal+ Premium pt. Kapitan. Francesco Totti. Następnego dnia po premierze telewizyjnej kolejne części produkcji udostępniane były w serwisach internetowych Canal+ online i Player.pl.